# Орион-1
Орион 1 — планировавшийся на декабрь 2013 года (через 3 года после окончания программы «Спейс Шаттл») пробный беспилотный запуск ракеты-носителя Арес I с космическим кораблём «Орион» (Orion). 
Отменён в связи с закрытием программы Созвездие.
Главной целью миссии Орион 1 являлось испытание систем «Ориона» (солнечных батарей, бортовой реактивной системы управления, маршевых двигателей и т. д.), полной конфигурации ракеты Арес 1, а также земного оборудования, включая новую мобильную платформу для запуска, разработанную для Арес 1 и отремонтированный комплекс для запуска 39, последний запуск с которой осуществлён в 2006 году.
Космический корабль планировалось запустить на орбиту с наклонением таким же, как у МКС; самой стыковки с МКС не намечалось.
Приводнение планировалось недалеко от берегов Австралии.
Первоначально полёт был запланирован на 2012 год, но в июле 2007 года запуск перенесен на апрель 2013 года, а в январе 2008 снова отложили до декабря 2013 г. Позже — до сентября 2014.